# Céleste Pedoux
 (mai 2022).
La mise en forme du texte ne suit pas les recommandations de Wikipédia : il faut le « wikifier ».
Les points d'amélioration suivants sont les cas les plus fréquents. Le détail des points à revoir est peut-être précisé sur la page de discussion.
- Les titres sont pré-formatés par le logiciel. Ils ne sont ni en capitales, ni en gras.
- Le texte ne doit pas être écrit en capitales (les noms de famille non plus), ni en gras, ni en italique, ni en « petit »…
- Le gras n'est utilisé que pour surligner le titre de l'article dans l'introduction, une seule fois.
- L'italique est rarement utilisé : mots en langue étrangère, titres d'œuvres, noms de bateaux, etc.
- Les citations ne sont pas en italique mais en corps de texte normal. Elles sont entourées par des guillemets français : « et ».
- Les listes à puces sont à éviter, des paragraphes rédigés étant largement préférés. Les tableaux sont à réserver à la présentation de données structurées (résultats, etc.).
- Les appels de note de bas de page (petits chiffres en exposant, introduits par l'outil «  Source ») sont à placer entre la fin de phrase et le point final[comme ça].
- Les liens internes (vers d'autres articles de Wikipédia) sont à choisir avec parcimonie. Créez des liens vers des articles approfondissant le sujet. Les termes génériques sans rapport avec le sujet sont à éviter, ainsi que les répétitions de liens vers un même terme.
- Les liens externes sont à placer uniquement dans une section « Liens externes », à la fin de l'article. Ces liens sont à choisir avec parcimonie suivant les règles définies. Si un lien sert de source à l'article, son insertion dans le texte est à faire par les notes de bas de page.
- La présentation des références doit suivre les conventions bibliographiques. Il est recommandé d'utiliser les modèles {{Ouvrage}}, {{Chapitre}}, {{Article}}, {{Lien web}} et/ou {{Bibliographie}}. Le mode d'édition visuel peut mettre en forme automatiquement les références.
- Insérer une infobox (cadre d'informations à droite) n'est pas obligatoire pour parachever la mise en page.

Pour une aide détaillée, merci de consulter Aide:Wikification.
Si vous pensez que ces points ont été résolus, vous pouvez retirer ce bandeau et améliorer la mise en forme d'un autre article.
Céleste Pedoux, né à Hollogne-aux-Pierres en 1901 et mort à Embourg en 1960, est un artiste autodidacte qualifié très tôt de peintre naïf.

## Biographie
Surveillant des Ponts et Chaussées, il se décide sur le tard à faire de sa passion pour la peinture, un métier complémentaire. S'il a toujours dessiné, l'artiste hollognois s'est aussi approché de l'aquarelle, de l'encre de Chine et du fusain avant d'exprimer tout son talent dans la peinture à l'huile.
Dévoilé par Georges Collignon et soutenu par son ami Paul Franck, l'artiste est l'auteur de toiles représentant les paysages wallons traditionnels, mais aussi  des fleurs aux couleurs douces et romancées, des peintures fluviales et marines et quelques allégories. Une vingtaine d'expositions témoigne de la renommée croissante de l'artiste.
La particularité de son œuvre réside essentiellement dans son statut et sa démarche : s'il n'est ni concierge, ni douanier, ni même postier, l'artiste - pourtant qualifié de naïf - présente des aspects singuliers : il tente de dompter la perspective avec une main minutieuse, désirant sans cesse s'améliorer.

## Critique
(janvier 2022).
De l'esprit de candeur dans l'art, Céleste PEDOUX
1942, Paul FRANCK
- « Je placerai le peintre Céleste Pedoux dans le plus grand secret des âmes délicates, entre un Henri Rousseau en peinture et un Francis Jammes en poésie.
- « Je placerai donc le peintre Céleste Pedoux entre le maître des « forêts exotiques » et celui de « l’Angélus à l’aube » ou du « Deuil des primevères ». Rousseau et Jammes aimaient la nature. Pedoux aime la nature comme tous les grands amoureux, une nature qui est en lui, pour lui, et en dehors de lui. Ses ciels, ses saisons, sa frémissante candeur, le soulèvent très haut parmi nos peintres actuels.
- « Vivant en dehors de toutes conventions, en dehors de ce tapage mesquin et inepte, Pedoux a le respect et la dignité de sa fraîche et tendre poésie.
- « Il ne s’avoue jamais vaincu devant la nature, mais il l’installe comme bon lui semble dans ses champs comme dans ses vergers, où ses fleurs éclaboussent de couleur.
- « Il y a plus encore que la couleur.
- « Dans ses toiles, il y a ce vent, cette atmosphère, cet espace sans limites qui libère la pâte sortant du tube, il y a cette assurance qui plonge le véritable amateur d’art dans un univers jamais égalé. Pedoux aime parler peinture avec un rameau d’olivier en main parce que, dans la tourmente actuelle, il existe encore un peintre avec des gestes de clémence.
- « Peintre sans prétention, l’œuvre de Pedoux se situe entre le bien et la malice, beaucoup plus vers le bien. La malice est chez lui un signe d’intelligence et d’intuition, qu’il peigne ses fleurs aux pivots mystérieux, ou ses graines gonflées de semences, ou bien encore ses maïs gravés en forme de cagoules, ces mondes-là sont séduisants dans les pétales et les calices.
- « Pedoux les aime parce qu’il est en verve quand il les transcrit sur la toile, ou les grave sur le zinc.
- « Sa façon de pincer les bourgeons, les attaches des feuilles ou la pigmentation des arbres semble pour lui un jeu d’une fine intelligence française.
- « La distinction de son coloris ou de son écriture, l’exactitude des objets tels que les feuilles, les branches, tout cela qui se situe même dans sa pâte lumineuse, a cette beauté du XVIIe au XVIIIe siècle.
- « Ses compositions, prises dans l’ordre subconscient, le dirigent très souvent vers les causes de la vie. Ses toiles « La Guerre et la Paix » ou bien « La Pesée » sortent d’une main fragile et cependant cruellement aiguisée.
- « C’est en tout cas dans ses paysages et ses fleurs que Pedoux se révèle authentique poète, plus encore parce qu’il se penche amoureusement vers la plénitude des végétations et des sites. Tel bouquet d’iris le mène droit vers une incantation délicieuse de tendresse et de fraicheur.
- « Tels paysages, « L’Automne » ou « L’Hiver », semblent tirés des régions ensoleillées du Midi.
- « C’est ainsi que Pedoux cherche la vie et la cache bien souvent dans un grand silence blanc.
- « Ce silence qui effraie les durs, les tièdes et les emmurés, ces silences qui glacent parce qu’ils ne hurlent pas et qu’ils restent comme de bons enfants bien sages, conscients de leur espiègleries.
- « Pedoux, nom volatil, parce que son art ne prend aucun détour, aucune couleur locale.
- « Parce que son art est fondé, avant toute chose, sur la splendeur du cœur et non sur l’aspect extérieur de la matière. Paul FRANCK. »Céleste Pedoux sur un chantier

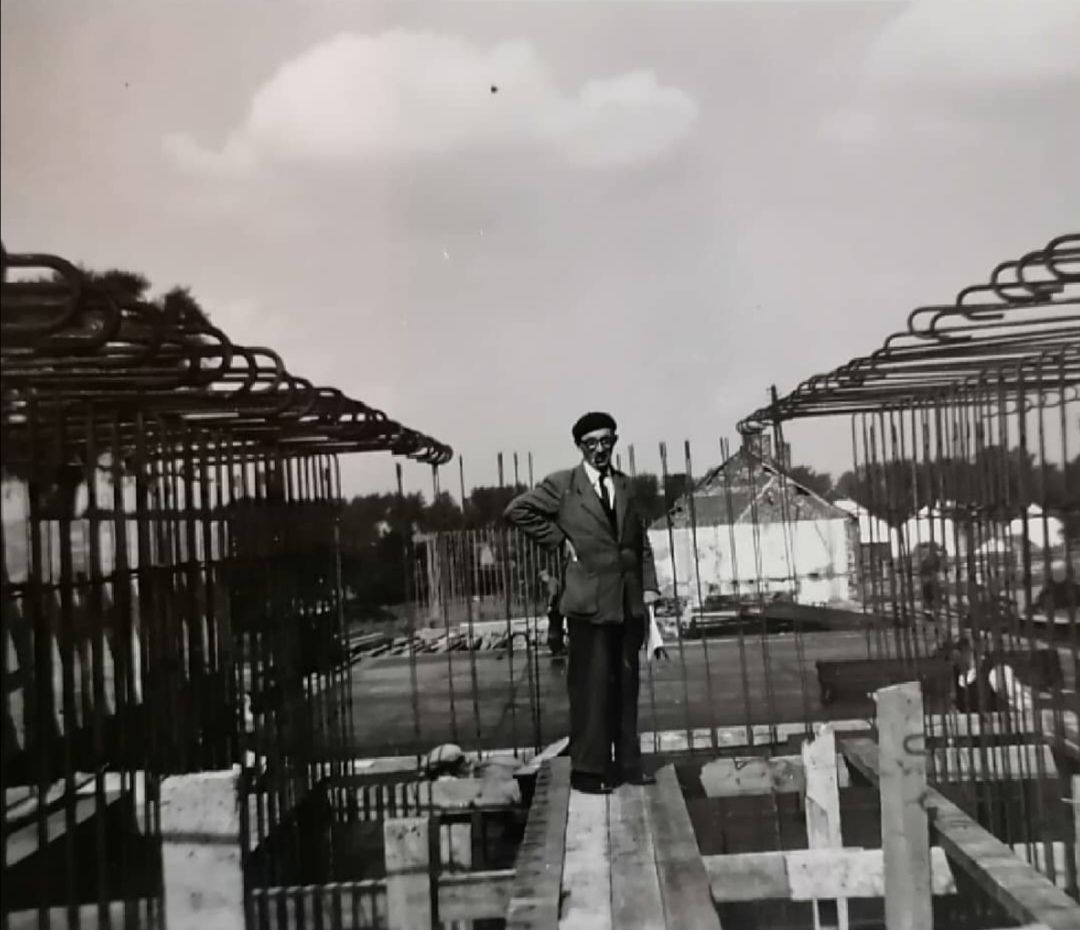
Céleste Pedoux sur un chantier

## Expositions

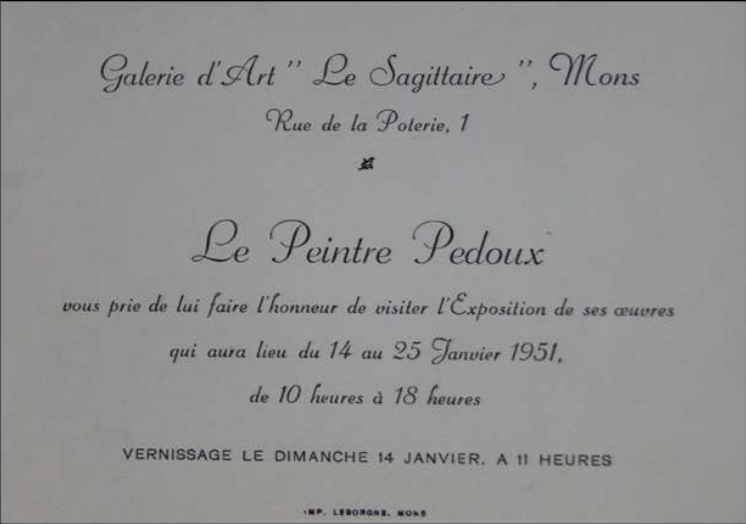
Céleste Pedoux exposé

- « À Mons », dans Le Monde du Travail, 9 janvier 1951.
- « Au Musée », dans L’Information – Les Annonces Liégeoises, 26 septembre 1959.
- BL, A., « Le IVe Salon d’ensemble de Temps mêlés à Verviers », dans Le Travail, 14 juin 1956.
- Bricteux, H., « Avec le peintre Pedoux et l’enlumineur Gilissen à l’Hôtel communal de Flémalle-Haute », dans La Gazette de Liège, 6 février 1951
- Cinabre, « Au bon Vouloir », dans La Province, 18 octobre 1951.
- « Dans les salons ou… l'on expose », dans La Wallonie, 13- 14 mai 1953.
- Haurez, Maurice, « Le peintre Céleste Pedoux», dans La Gazette de Liège, 1951.
- K., L., « A la galerie d’art de l’hôtel communal à Flémalle-Haute », dans Le monde du Travail, 22 septembre 1949.
- « Le salon 1959 : 37 peintres et 8 sculpteurs ont été retenus par un jury sévère qui a voulu faire du Salon 59 une exposition de haute qualité », dans La Meuse, 1er octobre 1959.
- « Le Salon 1959 sera un véritable panorama de la peinture liégeoise », dans La Dernière Heure, 1 er octobre 1959.
- « Les expositions Céleste Pedoux à Flémalle-Haute », dans La Wallonie Liège, 7 février 1951.
- « Les peintres flémallois exposent à Flémalle-Haute », dans La Gazette de Liège, 23 septembre 1949.
- M., J., « L’art naïf en Wallonie et à Bruxelles, Et les peintres naïfs allemands », dans Le Soir, 12 novembre 1977.
- Moremans, Victor, « Céleste Pedoux à la Boutique », dans La Gazette de Liège, 12 mai 1953.
- Moremans, Victor, « CELESTE PEDOUX au Club d’Essai », dans La Gazette de Liège, 30 décembre 1951.
- Moremans, Victor, « De l’enlumineur Léon Gilissen au peintre Pedoux », dans La Gazette de Liège, 7 février 1951.
- Moremans, Victor, « LE SALON 1959 au Musée des beaux-arts fait la preuve de vitalité artistique de notre cité », dans La Gazette de Liège, octobre 1959.
- Moremans, Victor, « Une promenade au Salon de la Paix », dans La Gazette de Liège, 21 décembre 1951.
- « Quatre peintres du dimanche à Flémalle-Haute », dans La Gazette de Liège, septembre 1948.
- R., E., « Exposition des peintres naïfs », dans Le Soir, 14 novembre 1977.
- Schetter, Joseph, « Hôtel communal de Flémalle-Haute, Peintres Flémallois », dans La Meuse, septembre 1948.
- Tondreau, Paul, « Le peintre Pedoux au Sagittaire », dans Le journal de Mons et du Borinage, 17 janvier 1951.
- X.Y.Z., « A l’étuve. Céleste Pedoux », dans Relief, Journal des étudiants de l’Académie des beaux-arts de Liège, janvier 1952, p. 6.

## Bibliographie

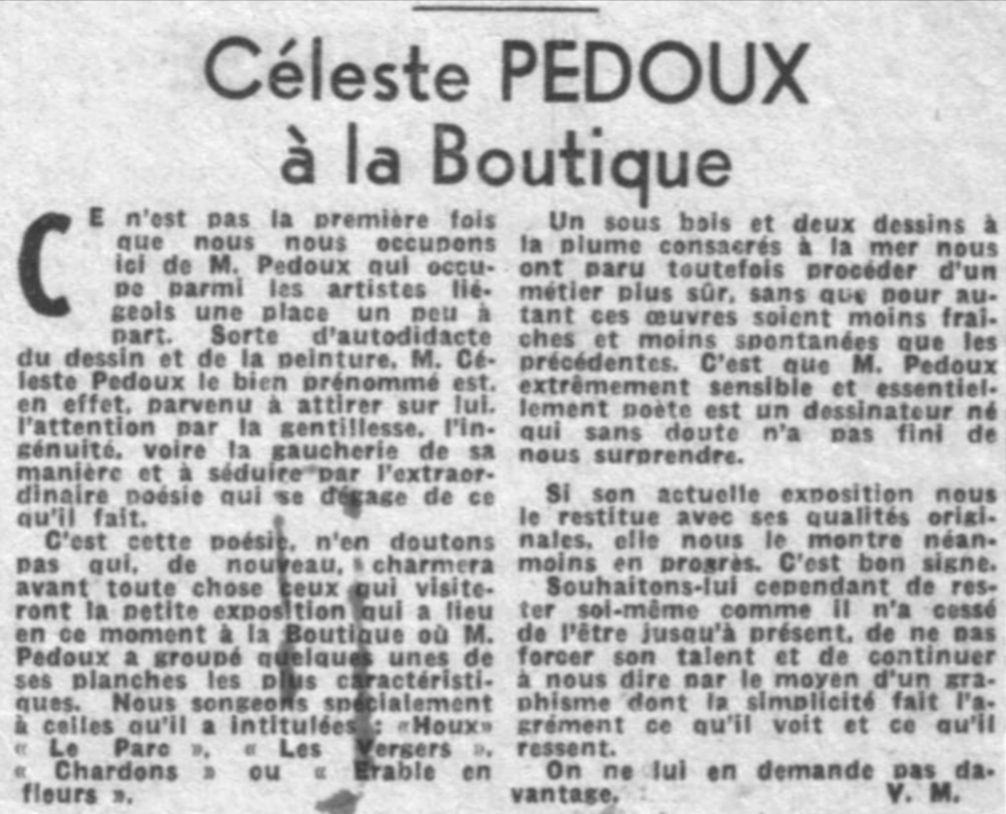
Céleste Pedoux dans la presse par Victor Moremans

## Distinction
- Chevalier de l'ordre de Léopold II en 1950.